# Льюїс Голтбі
Льюїс Гаррі Голтбі (нім. Lewis Harry Holtby, нар. 18 вересня 1990, Еркеленц) — німецький футболіст англійського походження, півзахисник клубу «Гольштайн» (Кіль).

## Клубна кар'єра
Народився 18 вересня 1990 року в місті Еркеленц в родині колишнього військового з Ліверпуля та німкені. Голтбі розпочав займатися футболом у чотири роки у складі однієї з команд Еркеленца. В одинадцять років він перейшов в менхенгладбахську «Боруссію». Але незабаром тренери «Боруссії» порахували Льюїса занадто маленьким та худим. Наступною командою Голтбі стала аахенська «Алеманія». В основному складі «Алеманії» Льюїс дебютував у сезоні 2007/08, зігравши два матчі. Наступний сезон став для нього першим повноцінним професійним сезоном.
7 липня 2009 року Голтбі підписав контракт з «Шальке 04». Сума трансферу склала € 2,5 млн. Проте, закріпитись в складі основної команди Льюїс не зумів і у січні 2010 року гравець відправився в піврічну оренду в «Бохум» для здобуття ігрової практики.
Після завершення оренди, у червні 2010 року гравець знову відправився в оренду, цього разу в «Майнц 05». 18 березня 2011 року генеральний менеджер «кобальтових» Горст Гельдт оголосив, що Голтбі повернеться в "Шальке 04" по закінченні оренди. 13 серпня 2011 року Льюїс забив перший гол за «Шальке 04» в Бундеслізі у матчі проти «Кельна». 20 жовтня 2011 року Голтбі забив свій перший гол Єврокубках в матчі проти АЕКа з Ларнаки.
4 січня 2013 року лондонський клуб оголосив, що Голтбі приєднається до табору «шпор» вільним агентом в липні, коли у футболіста закінчується контракт з «Шальке». Однак 28 січня клуби повідомили, що футболіст продовжить кар'єру в Англії вже взимку
Ціна трансферу склала 1.5 мільйонів фунтів. Наразі встиг відіграти за лондонський клуб 11 матчів в національному чемпіонаті.

## Виступи за збірні
2008 року дебютував у складі юнацької збірної Німеччини, взяв участь у 14 іграх на юнацькому рівні, відзначившись 4 забитими голами.
Протягом 2009–2010 років залучався до складу молодіжної збірної Німеччини. На молодіжному рівні зіграв у 28 офіційних матчах, забив 16 голів.
Успішною грою за «Майнц» Голтбі звернув на себе увагу тренерів як німецької, так і англійської збірних, але сам гравець вирішив виступати за збірну Німеччини, незважаючи на те, що з дитинства, як і його батько, вболіває за «Евертон».
17 листопада 2010 року дебютував в офіційних матчах у складі національної збірної Німеччини, відігравши 73 хвилини в грі проти збірної Швеції. 7 червня 2011 року Голтбі зіграв другий матч за збірну. Німці в гостях грали зі збірною Азербайджану в рамках кваліфікації до чемпіонату Європи 2012 року. Наразі провів у формі головної команди країни 3 матчі.

## Титули і досягнення

### Командні
- Володар Суперкубка Німеччини (1):

«Шальке 04»: 2011

### Особисті
- Включений до символічної збірної молодіжного чемпіонату Європи: 2013